# 禿髮樹機能
禿髮樹機能（？—279年）河西鮮卑人，西晉時期的禿髮氏首領，在祖父禿髮壽闐去世後接任首領。其任首領期間率部反抗晉朝，帶領其他胡族與晉軍作戰。殺秦州刺史胡烈於萬斛堆，敗涼州刺史蘇愉於金山，盡得涼州之地，晉武帝為之旰食(無暇吃飯)。最終為晉將馬隆擊敗，被殺。

## 生平
晉武帝泰始六年（270年），禿髮樹機能起兵反晉，並於六月在萬斛堆（今中國甘肅省皋兰县境內）的戰爭中殺秦州刺史胡烈。
泰始七年（271年），樹機能聯合其他胡人在青山（今甘肅省环县西）圍困涼州刺史牽弘，牽弘軍敗而死。樹機能又在金山（今甘肅省山丹县南）擊敗涼州刺史蘇愉。
咸寧元年（275年），禿髮樹機能敗於鎮西大將軍司馬駿所派的討伐軍隊，三千多人陣亡，樹機能更送質子向晉朝請降。
咸寧三年（277年），因禿髮樹機能意圖劫奪佃兵，晉將文鴦率軍討伐，樹機能戰敗，諸胡共計有二十萬人歸降。
咸寧五年（279年）正月，禿髮樹機能攻陷涼州，十一月樹機能與晉將馬隆作戰但遭馬隆以偏箱車擊敗，涼州治所武威（今甘肅武威市）亦被收復，鮮卑大人猝跋韓、且萬能率領其部眾萬餘落歸降。十二月（280年），樹機能再敗於馬隆，並被殺，其叛亂亦告平息。其堂弟禿髮務丸及後接替他成為禿髮鮮卑的首領。
禿髮務丸的玄孫禿髮烏孤是十六國時期南涼的開國君主。